# 亚麻荛花
亚麻荛花（学名：Wikstroemia linoides）为瑞香科荛花属下的一个种。

## 扩展阅读
維基物種上的相關：亚麻荛花